# シオラパルク
シオラパルク（グリーンランド語西部方言：Siorapaluk）もしくは ヒウラパルク（グリーンランド語北部方言：Hiurapaluk）は、グリーンランド北部のアヴァンナータ自治体のカーナーク地区にある集落。グリーンランド最北端の集落であるとともに、先住民集落としては世界最北である。人口は35人（2024年1月時点）。村民は極地イヌイットの言葉であるイヌクトゥン語（グリーンランド語北部方言）とともにカラーリット語（グリーンランド語西部方言）を使用する。村民の多くは、1880年頃にカナダ領の地域（現在のヌナブト準州）からスミス海峡を渡って来たカナダ・イヌイットの子孫である。

## 地理
Siorapaluup Kangerlua（ロバートソン・フィヨルド）の北岸に位置する。カーナークまでは約50キロメートル、北極点までは1,362キロメートルの距離である。Siorapalukという地名は「小さな砂地」（little sand）の意味に相当する語で、集落の前面に広がる小さな砂浜を示している。

## 産業
住民は主に捕鯨・アザラシ猟に従事している。漁業は限られたものであり、住民は家庭内の生産品によって生活をしている。店舗や学校、公共事業のほか、ある程度は観光によって雇用が生み出されている。

## インフラ

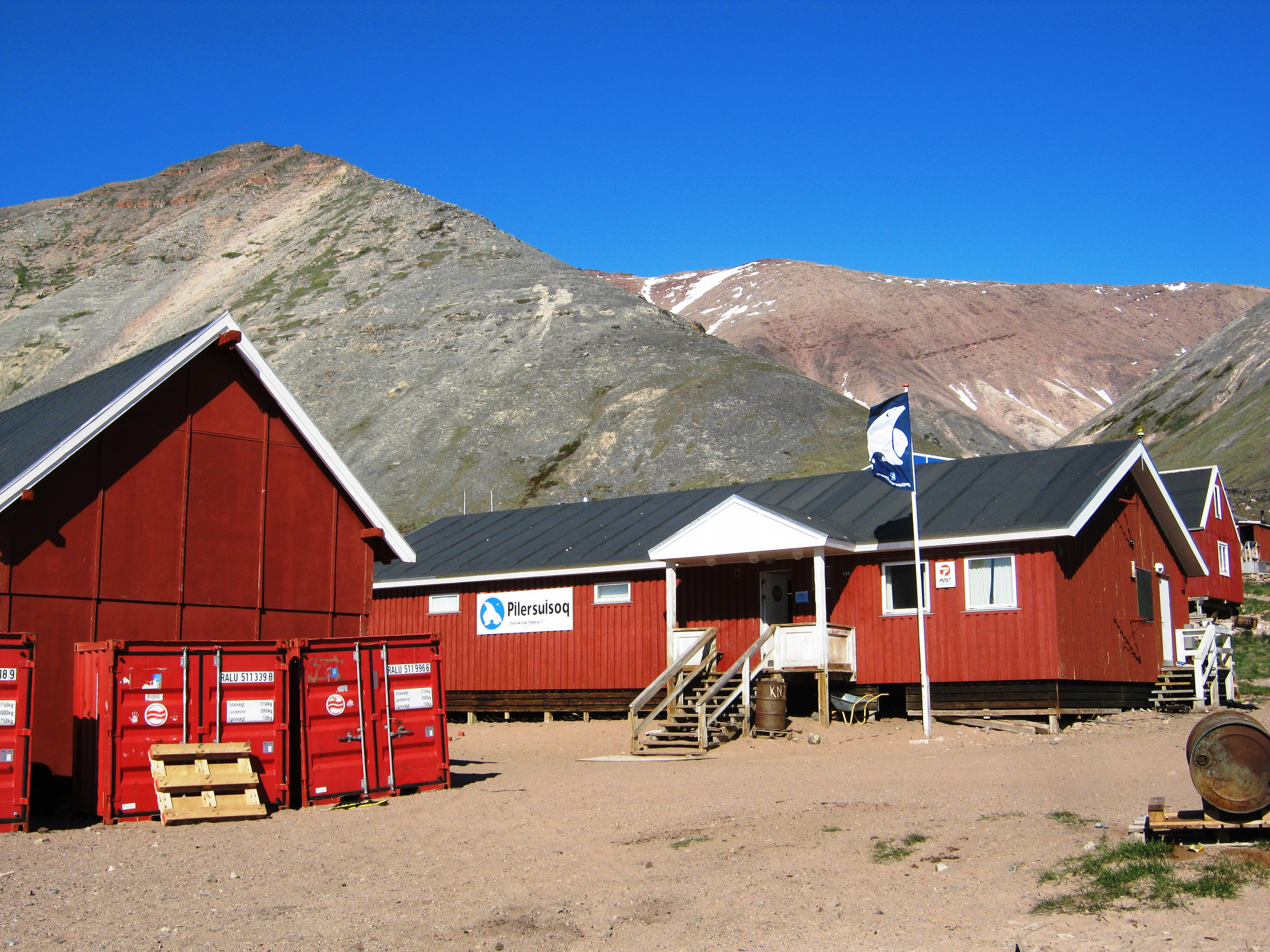
店舗兼郵便局。グリーンランドの国有企業であるKNIが運営している（2014年7月）。

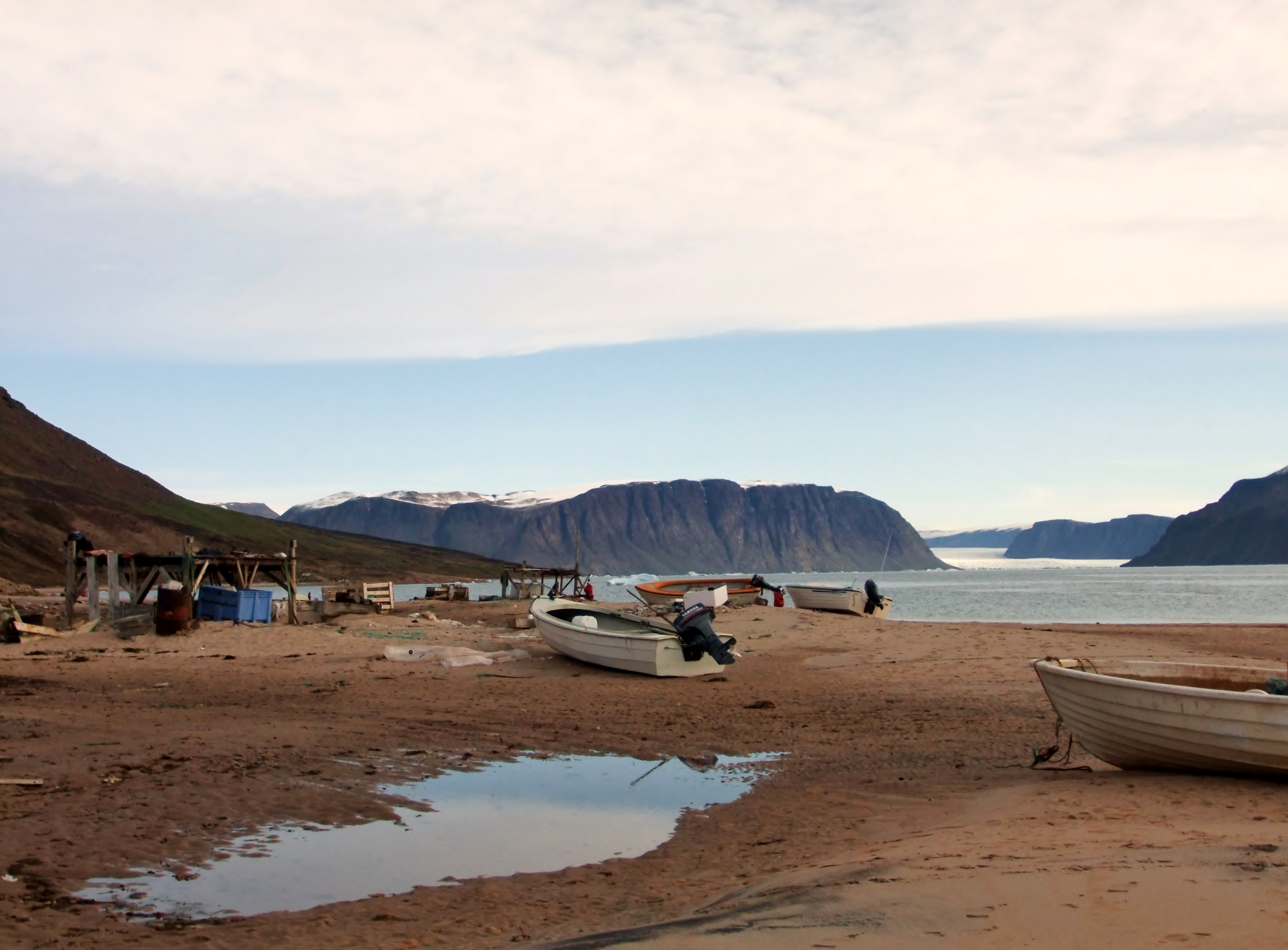
集落の砂浜（2010年8月）

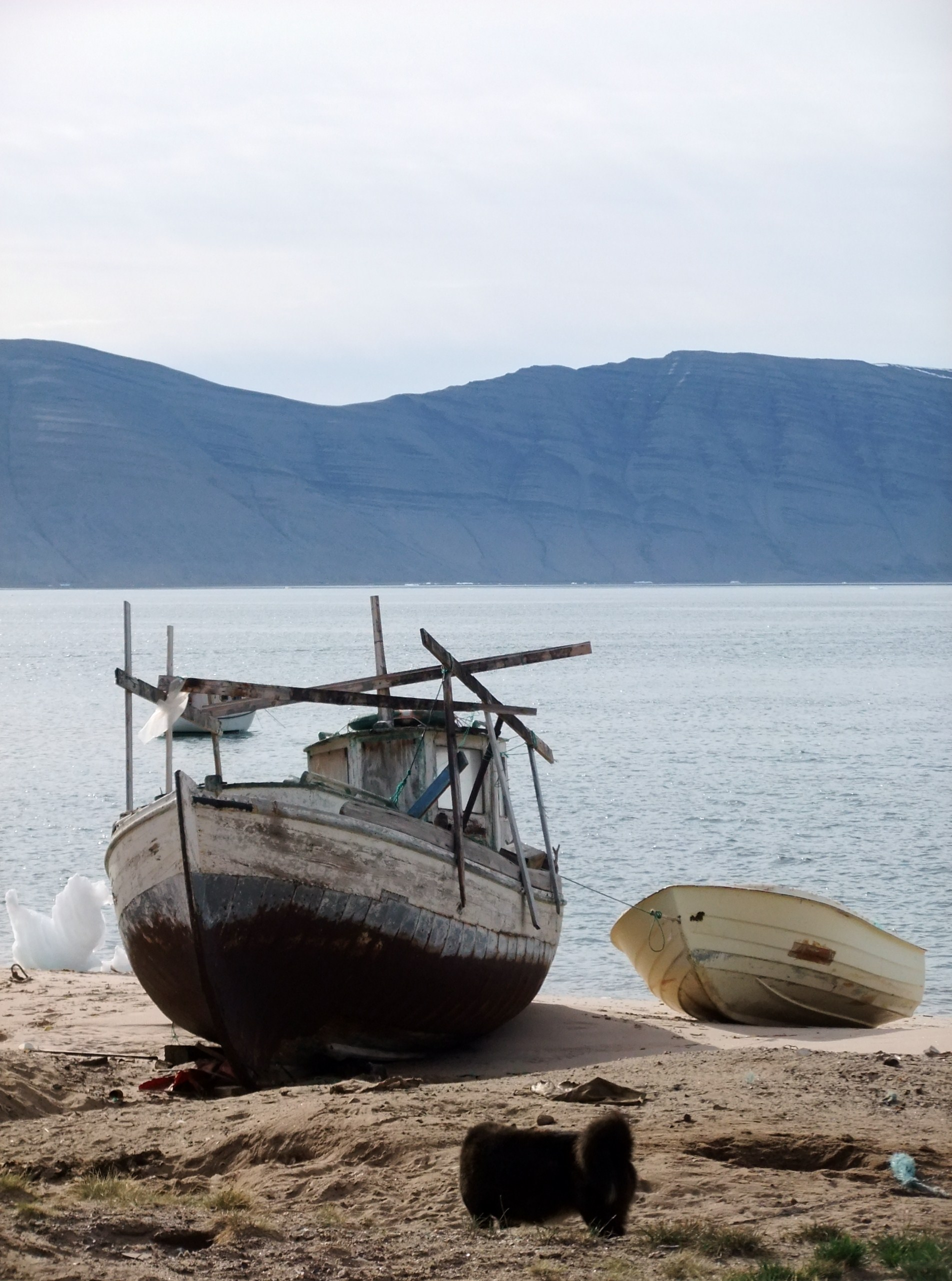
漁船（2010年8月）

シオラパルクには発電所がある。上下水道システムはなく、飲用水は夏季には小川から、冬季には氷を溶かして得られる。ゴミはゴミ捨て場に集積され、定期的に燃やされるが、ゴミやし尿の処理は大きな問題である。
テレグリーンランド (TELE Greenland A/S) が有線の電信電話サービスを提供している。また、ラジオやテレビの衛星放送が視聴可能である。
集落の店舗と郵便局は同じ建物に同居している。集落には集落事務所 (settlement office) 、看護ステーション (nursing station)や、集会場としても使用されるサービスハウス (service house) 、共同シャワー施設、共同ランドリーなどもある。
集落には公的な宿泊施設は存在しないが、民家に宿泊したり、テントを張ることが可能である。
2006年に集落には学校 Evap Atuarfia が設立された。学校は、礼拝堂および小さな図書館と同じ建物に入居している。医療施設はないが、定期的に内科医と歯科医が巡回に来る。

### 交通
集落の北にシオラパルクヘリポートがあり、エア・グリーンランドが通年運営している。チューレ空軍基地経由でカーナーク空港とサヴィッシヴィク・ヘリポート便を運航している。週2便の運航で、グリーンランド政府から補助金を受けている。空軍基地の乗り換えでは、デンマーク外務省からアクセス制限がかけられることがある。
冬季には、犬ぞりやスノーモービルが輸送手段に加わる。
7月から9月にかけては船が集落に接近できるが、集落には港湾施設がないため、浜で荷卸しや荷積みが行われる。

## 人口動態
近年では2006年に93人と最大の人口を擁したが、そのあと減少し続けている。住民（永住者）の数が今後数年間の内に増えることは予想されておらず、行政は再開発・建て替えによる集落の維持を図っている。

## 野生動物
シオラパルク一帯は狩猟に適しており、集落周辺の断崖はヒメウミスズメやハシブトウミガラスの繁殖地として機能している。ホッキョクギツネやホッキョクウサギ、それに多くのアザラシやセイウチも棲息する。

## 日本との関係
シオラパルクは、日本の冒険家・研究者が北極と関わる上で深いつながりを有する村である。
日本の冒険家である植村直己は、1972年から1973年にかけてこの村に滞在し、エスキモーと共同生活し狩猟や犬ぞり技術を得た。植村から半年おくれてこの村を訪れた大島育雄は、当地で定住して猟師として生活している（著書に『エスキモーになった日本人』〈1989年〉がある）。犬ぞり探検家の山崎哲秀は、大島や村人から犬ぞりと狩猟の技術を学び、冬季に当地に居住して活動するとともに、日本の極地調査への支援を行った。このほか、荻田泰永、角幡唯介といった日本の極地探検家も当地を探検行の拠点としており、その著作に村の状況が記される。